# حلية الفقهاء
حلية الفقهاء هو كتاب من تأليف أبي الحسين أحمد بن فارس بن زكريا الرازي، والكتاب شرح لألفاظ الإمام الشافعي والتي وردت في مختصر المزني، أشهر تلامذة الشافعي. وقد نهج المؤلف نهجا طيبا في الشرح حيث كشف إلى جانب المعنى اللغوي عن مراد الشافعي، واحتج به، وبين منزلته في اللغة العربية وأحمد بن فارس فقيه شافعي المذهب ثم صار مالكيا، ولكنه في علوم اللغة العربية أبرز منه في الفقه. وكان يحث الفقهاء على دراسة اللغة العربية ومعرفة مسائلها. وتوفي عام 395هـ.